# Лембрух
Лембрух (нем. Lembruch) — община в Германии, в земле Нижняя Саксония.
Входит в состав района Дипхольц. Подчиняется управлению Альтес Амт Лемфёрде. Население составляет 1087 человек (на 31 декабря 2010 года). Занимает площадь 22,68 км².
| Год  | Население |
| ---- | --------- |
| 1990 | 885       |
| 1995 | 964       |
| 2000 | 1027      |
| 2005 | 1006      |
| 2010 | 1076      |